# Silvia Gabriela
Silvia Gabriela Garro, conocida artísticamente como Silvia Gabriela (San Luis, 1970), es una cantante argentina de tango radicada en Australia. Ha recibido numerosos galardones a lo largo de su carrera, destacando el Cóndor de Oro del Festival Internacional de Tango (2008).

## Desarrollo
Considerada “Artista Revelación” en el Día Internacional de la Mujer (1986), hizo su debut como cantante al acompañar al cantante y actor argentino Alberto Castillo.  Más adelante, se formó como profesora de canto en el Conservatorio Galvani de Buenos Aires (1990).
Vivió durante once años en Villa Mercedes y luego formó grupo con el pianista Carlos Granado y el músico de bandoneón Miguel Tortorelli. En 2002 fue elegida vocalista por la orquesta de Armando Caló, que había tocado para Carlos Gardel, y recorrió con ella gran parte de Latinoamérica.
Más adelante, formó parte  del grupo Music Tango Review, también creado por Armando Caló, y fue seleccionada por el productor Luis Cella para el espectáculo multimediático “El tango y el vino” de la sala “Almacén de Tango” en Mendoza. Los artistas realizaron el espectáculo durante 700 noches consecutivas (2007-2008) y ganaron el Cóndor de Oro en el Festival Internacional de Tango. En él participaron como músicos: Elián Sellanes (piano); Rodolfo Zanett (bandoneón),  Pablo Guzzo (bajo y contrabajo) y las voces de Omar Berón, y Silvia Gabriela. El repertorio de Gardel se combinaba con imágenes: "La cumparsita", "Muñeca brava", "Milonga sentimental", "Uno" o "De puro curda" "Volver", "Cuesta abajo" y "Por una cabeza". También participó en el espectáculo “La Noche del Zorzal”, que también homenajeaba a Gardel. El espectáculo “Buenos Aires Tango y Vino”  recorrió España, y entre otros teatros, estuvieron en el  Nuevo Teatro Alcalá.
En 2008 dirigió su propio programa de Televisión Tango Osado desde la Provincia de Mendoza, producido por ella y el productor musical Elián Sellanes. Dirige el programa de radio El tango uniendo culturas en las plataformas radiales Tinta de Escritores, y Radio América. Trabajó en la capital de San Luis con la revista Los Cedros, obteniendo un reconocimiento por la versión del himno nacional argentino a ritmo de tango y milonga.
Uno de los momentos más destacados de su carrera fue cuando acompañó a Julio Iglesias en el escenario de Punta Cana (República Dominicana) cantando a dúo “A mi manera”.

## Espectáculos y giras internacionales
Ha actuado en muy diversos foros y salas. Además de las giras por gran parte de América Latina, en 2001 fue artista destacada en el Argentina Tango Review que recorrió Colombia, Venezuela y Ecuador. También en esa fecha cantó en la gala de la Asociación de Periodistas de Radio y Televisión de la República Argentina (APTRA).
Entre los distintos festivales, clausuró el 14° Festival Internacional de la Calle Angosta 2001. También cantó en la inauguración del estadio “Juan Gilberto Funes” de la ciudad de La Punta (2003), en la entrega de los Premios “Gaviota de Oro” en Mar del Plata (2006),  en el 21° Festival Nacional “Rivadavia le Canta al País” (2007), en el Festival Internacional de La vendimia, en “Música al Aire Libre” 2008 y en el Homenaje a Mirtha Legrand, Mendoza, 2008.
Participó en gran parte de las ediciones del Festival Internacional de Tango de San Luis, donde obtuvo el reconocimiento de su propia provincia con el Cóndor de Oro,  y en el Festival de los Vientos, en Ciudad de La Punta, 2018.
También formó parte de la gira Humor y Glamour (2009) que recorrió todo Argentina con los  humoristas “Chiqui” Abecasis, Jorge Troiani, “Chelo” Rodríguez, y la vedette Beatriz Salomón, entre otros.
También participó en el espectáculo “Noche, tangos y perfume de mujer” del Auditorio Mauricio López (Universidad Nacional de San Luis, 2011). En 2014 realizó una gira por Chile junto a la agrupación de tangos Malevaje.
Su primera gira por Australia (2015) fue con el espectáculo “Al rojo tango” creado por el bailarín y coreógrafo australiano Fabio Robles, y actuó en Sídney, Melbourne y Canberra. Cuando en Australia cantó el Himno Nacional a ritmo de tango, fue un momento culminante y de conexión con los argentinos emigrados. En 2015 realizó una nueva gira por Australia con Milonga Uruguay Club. A fines de 2019 una nueva gira la llevó por Australia e Indonesia junto a su marido, y se vieron atrapados por la pandemia Covid-19 en Melbourne.  Tras esta gira fue contratada y se quedó en Melbourne, donde reside y donde continúa su labor artística y solidaria, participando en  eventos benéficos.  Durante la pandemia COVID19 ofreció conciertos en línea de una hora cada quince días, interactuando con su público de todo el mundo.
Considera que el tango es una “obra de teatro que dura tres minutos y por ello, además de cantarlo hay que interpretarlo”. Su dedicación al tango la mantiene en contacto con su tierra natal, habiéndole dedicado un tango denominado “San Luis Pasión Eterna”. También ha sido estrella invitada en festivales argentinos celebrados en Casilda y Junín,  y en el espectáculo “Tango, Vino y Cinco Sentidos” de Melbourne.

## Obra social y cultural
Es embajadora y promotora del tango y también defensora de diversas causas (milita contra la violencia de género, apoya un mundo sostenible, defiende la dignidad de los artistas). Es directora general del Plan de Desarrollo Arte y Cultura Mundial y fundadora del Multicultural Arts Collective Australia MACA que fomenta la paz a partir del arte. Su trabajo artístico le permitió obtener una visa especial para talentos, la Distinguished Talent,  que le otorgó el gobierno australiano.
Desde 2022 desarrolla una iniciativa a favor de la paz denominada “Campaña global de Concientización sobre el valor que tiene el arte para fomentar la paz mundial" por la que invita a artistas de todo el mundo para que envíen su video testimonio, un  mensaje sobre el valor del arte para el fomento de la paz en el mundo.

## Reconocimientos
- Obelisco de Oro, 2020. Embajada de Argentina en Australia.[32]
- Cóndor de Oro del Festival Internacional de Tango 2008.[2]
- Medalla del Diario de La República  por ser “Artista destacada de La Provincia de San Luis” 2002[33]
- “Premio Escenario” como mejor cantante de Tangos en Mendoza y como mejor espectáculo de Tangos en “El Tango y El Vino, 2008[34]
- Premio a 35 Años de toda su trayectoria.[35]

## Discografía
- Himno Nacional Argentino a ritmo de tango, con Sosa Pontier y Mariano Leyes, 2003
- República Tango, mi otro país, 2010
- “Tango y algo más” con el Ensamble de San Luis, Calle Angosta Discos, 2014